# Anzio
Anzio je mesto in pristanišče v italijanski deželi Lacij, ki leži okoli 57 kilometrov južno od Rima. 31. decembra 2010 je na 43,43 km2 živelo 55.400 prebivalcev.
Največji zgodovinski pomen je Anzio doživel med drugo svetovno vojno, ko je tu in v okolici potekalo zavezniško izkrcanje v sklopu operacije Shingle.